# NGC 2115A
NGC 2115A في الفهرس العام الجديد، هي مجرة، تقع في كوكبة آلة الرسام. اكتشفت بواسطة جون هيرشل.

## روابط خارجية
- NGC 2115A على موقع ويكي سكاي: DSS2, SDSS, GALEX, IRAS, Hydrogen α, X-Ray, Astrophoto, Sky Map, Articles and images